# Nodozana thricophora
Nodozana thricophora är en fjärilsart som beskrevs av Druce 1885. Nodozana thricophora ingår i släktet Nodozana och familjen björnspinnare. Inga underarter finns listade i Catalogue of Life.